# Heartbeat (låt av Justs Sirmais)
Heartbeat är en låt framförd av sångaren Justs.
Låten var Lettlands bidrag till Eurovision Song Contest 2016 i Stockholm. Låten framfördes i den andra semifinalen i Globen den 12 maj 2016, där den tog sig vidare till final. I finalen slutade låten på 15:e plats.

## Komposition och utgivning
Låten är skriven helt på egen hand av Aminata Savadogo som året innan hade representerat Lettland vid Eurovision Song Contest 2015 med låten "Love Injected".
Den släpptes som Justs debutsingel för digital nedladdning den 3 februari 2016 utgiven av Aminata Music.